# 早月川
早月川（はやつきがわ）は、富山県を流れる二級河川。早月川水系の本流である。旧称は延槻川（はいつきがわ）、坪川川（つぼかわがわ）。

## 地理
富山県中新川郡上市町の南東に位置する剱岳を源とする白萩川と立山川が合流し早月川となる。北西に流れ、滑川市と魚津市の境界から日本海に注ぐ。平均勾配8.3％の急流である。
富山県の七大河川（黒部川、片貝川、早月川、常願寺川、神通川、庄川、小矢部川）の一。
中流域は河岸段丘が発達している。中村段丘は2つの段丘面を形成し、下段は巨磔を含む岩石段丘となっているなど、いくつもの岩石段丘を形成している。
河口部には早月川河川敷の水溜りという名の池がある。

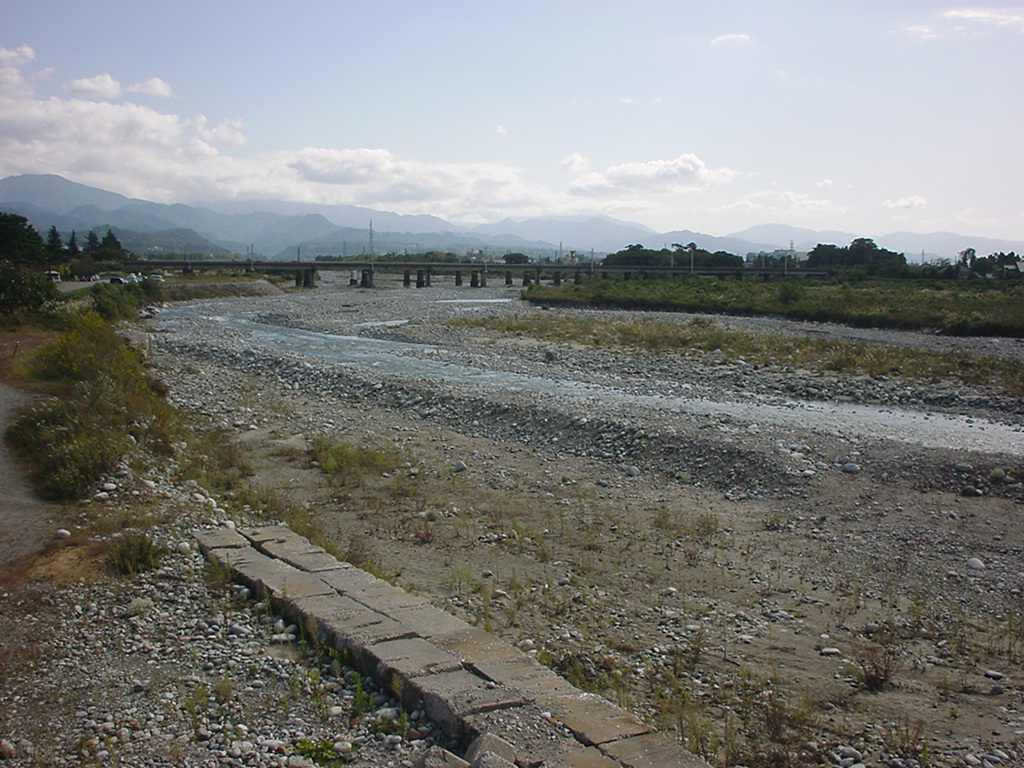
魚津市三ケ 早月橋（はやつきはし）より上流
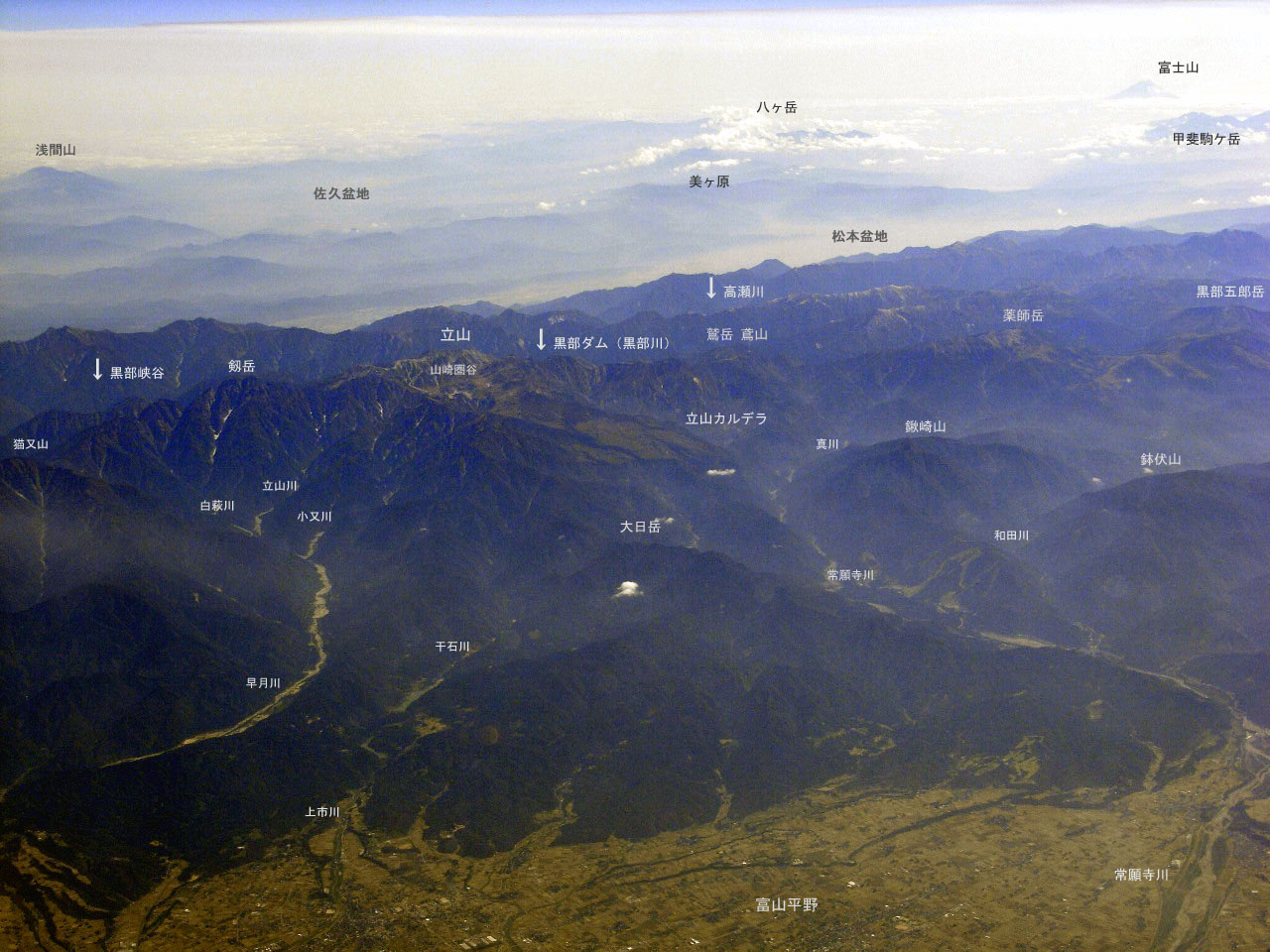
立山連峰と早月川空撮
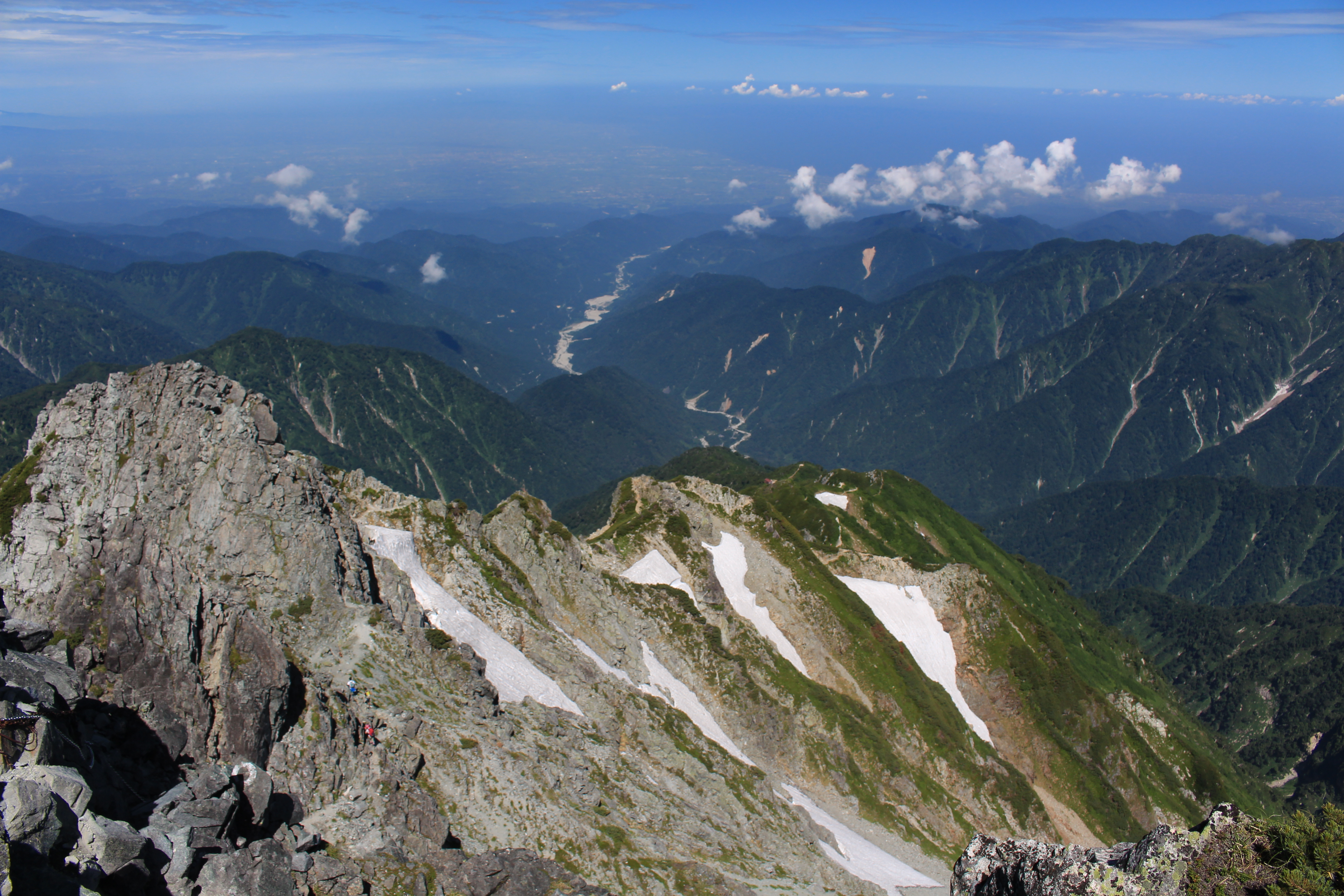
剱岳山頂から見下ろす早月尾根と早月川
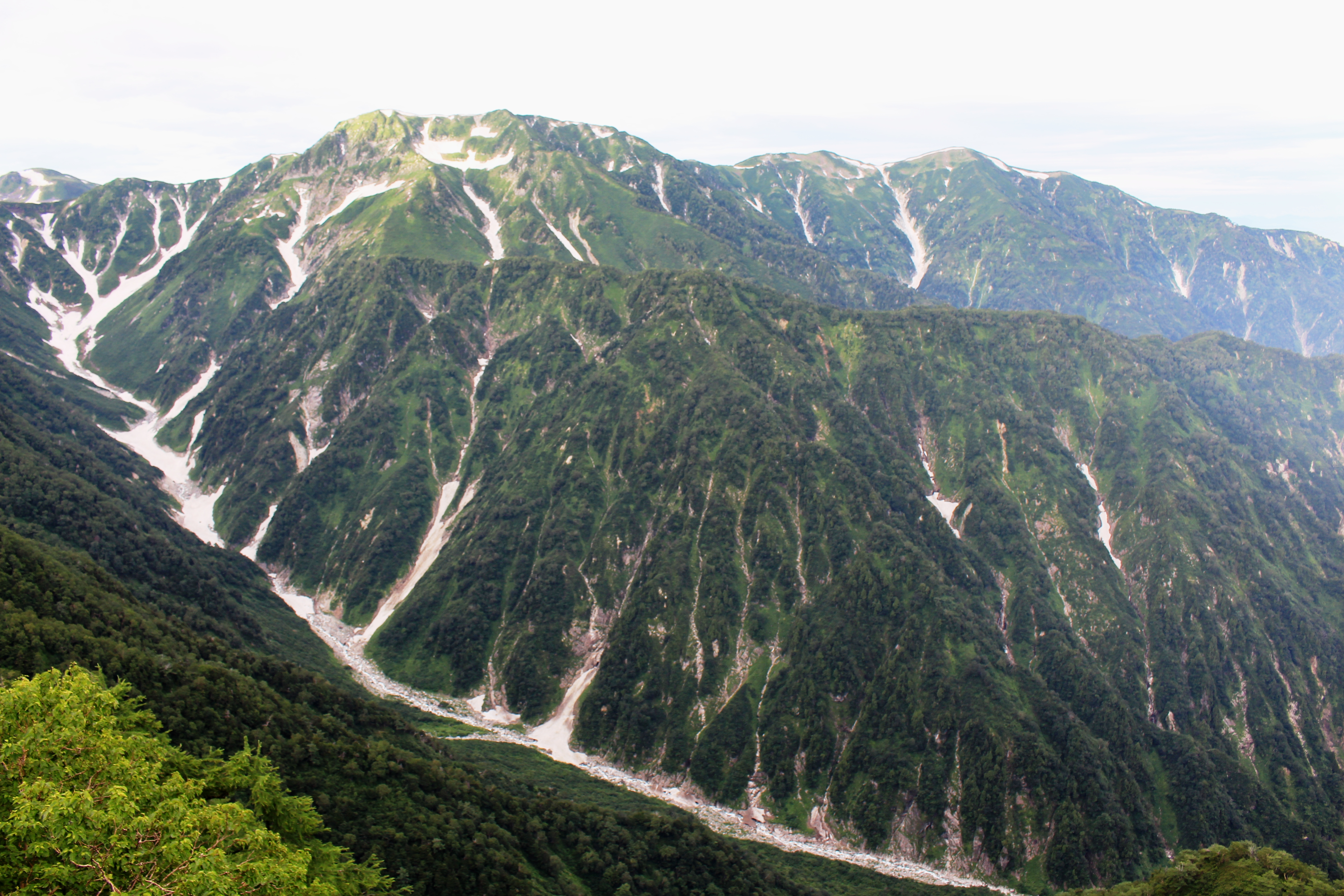
剱岳の早月尾根から望む大日連峰と立山川の上流域
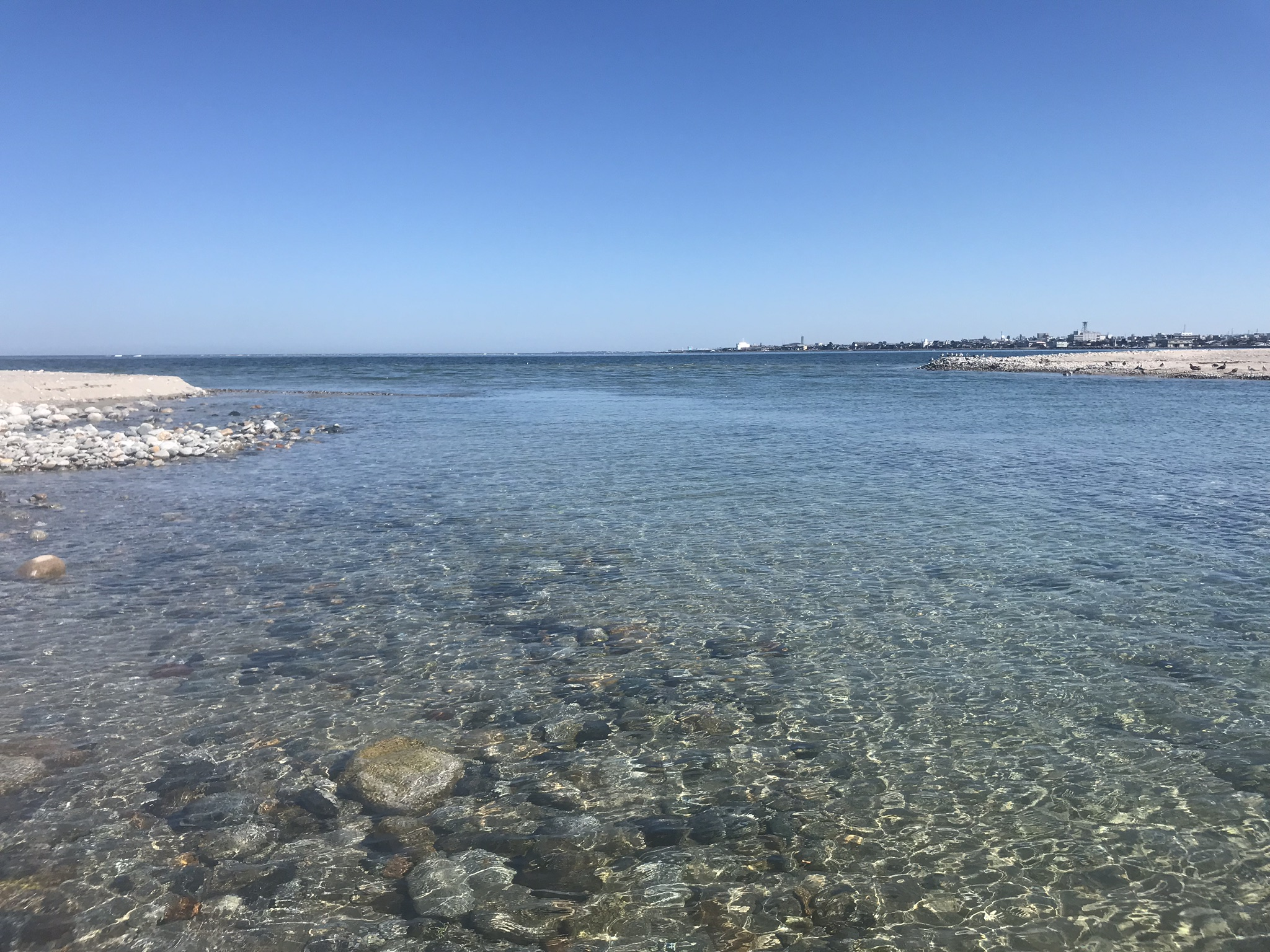
早月川河口部と富山湾

### 主な支流
- 小早月川
- 小又川
- 白萩川
- 立山川

## 歴史
万葉集に記される。
大伴家持　家持卿の詠める。
「立山（たちやま）の雪し消（く）らしも延槻（はひつき）の河のわたり瀬あぶみ漬かすも」（巻十七 4024）
「延槻」とは「ケヤキが繁る」を意味し、この一帯の集落にケヤキがそびえ立っていた風景からこう呼ばれていた説と、急流であるため海に出るのが早いという「ハヤツク」が音韻変化したという説もある。この延槻河が、現在の早月川であると考えられる。
河口付近では堀江荘設置当時（平安時代末期）は高塚と寺家の間を『坪川川』として、その後住吉村（現：魚津市住吉地区）と三ケ村（魚津市三ケ）の間を流れていたが、洪水により三ケ地区を分断する現在の位置に流れを変えた。現在では、三ケの地名は魚津市と滑川市の両市に存在する。
1883年には、オランダ人土木技師のローウェンホルスト・ムルデルが河川改修に備えた実況調査のため早月川を調査、その際「これは川ではない、滝だ」という発言を残している。なお、前述の台詞は長年同じオランダ人土木技師のヨハニス・デ・レーケの発言かつ常願寺川を指していたという説が有力であったが、2020年にムルデルが早月川を指して発言したものと裏付けられた。
1953年より国営早月川合口事業に着手。1962年4月25日より通水を開始し、同年9月26日に滑川市立滑川中学校講堂にて完成式が挙行された。
1977年10月21日には、上流に早月川高島砂防堰堤が完成した。堤長352m（完成当時日本一）、高さ14m、貯砂量1,124,000m3。

## 生態系
早月川は伏流水により水温が極めて低いため、河口にもイワナが生息する。本流は水量が不安定でしばしば渇水を起こし、生態系に大きな撹乱を与えるが、小早月川など一部の支流は水量が安定しており、魚類の貴重な避難所となっている。

## 流域の自治体
富山県
中新川郡上市町、滑川市、魚津市

## 主な橋梁
出典→
- 伊折橋 - 富山県道333号剣岳公園線
- 剣橋- 富山県道333号剣岳公園線
- 豊隆橋 - 富山県道67号宇奈月大沢野線
- 入会橋 - 富山県道141号虎谷大榎線、富山県道320号古鹿熊滑川線
- 月形橋 - 市道有山2号線・高速関連7号線
- 新月形橋 - 富山県道137号堀江魚津線
- 早月川橋 - 北陸自動車道
- 延槻大橋 - 国道8号
- 早月大橋 - 富山県道135号富山滑川魚津線
- 早月橋 - 富山県道1号富山魚津線